# 町田信之介
町田 信之介（まちだ しんのすけ、1986年8月23日 - ）は、日本のサウンドプロデューサー、ドラマー。（有）MPC取締役。（株）Invention取締役

## 概要
音楽制作における演奏、作曲、編曲を行いCD、CM、劇伴などに提供している。ドラマーとしてサポートを行ったアーティストは木下航志、宮井紀行、伊藤広規等。
2015年7月23日。「Japan Mass Choir」の1stアルバム『Powerful - Living In His Body As One』では 米ビルボード誌 Top Gospel Albumsチャート 第3位を記録、クワイヤーコーラスとしてクレジットされている。